# 蚌埠公交139路

蚌埠公交139路，是中国安徽省蚌埠市的一条公交线路，由张公山新村开往禹会区工业园，由蚌埠市公共交通集团有限公司管理、运营。

## 历史

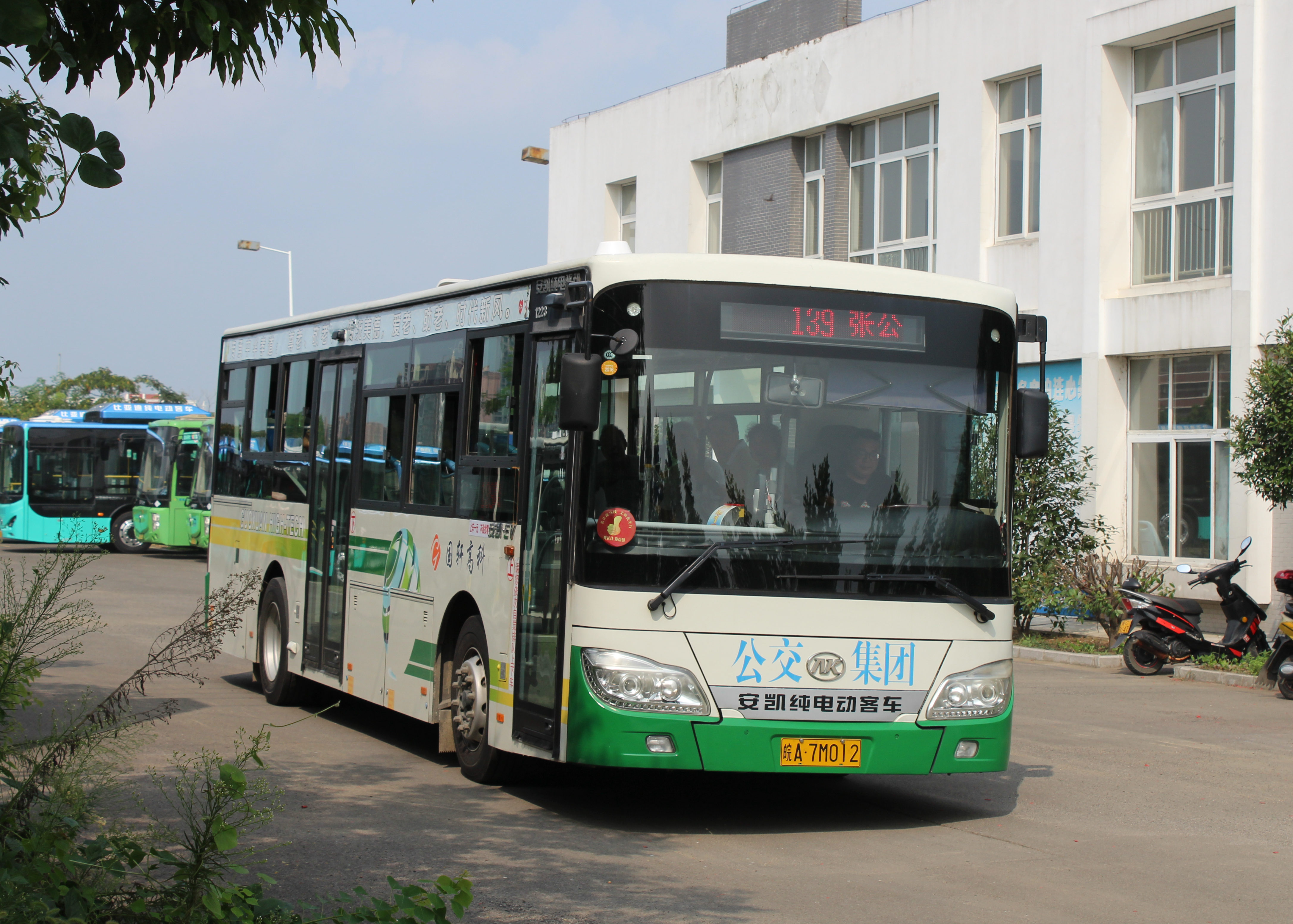
139路曾经使用的安凯纯电动客车
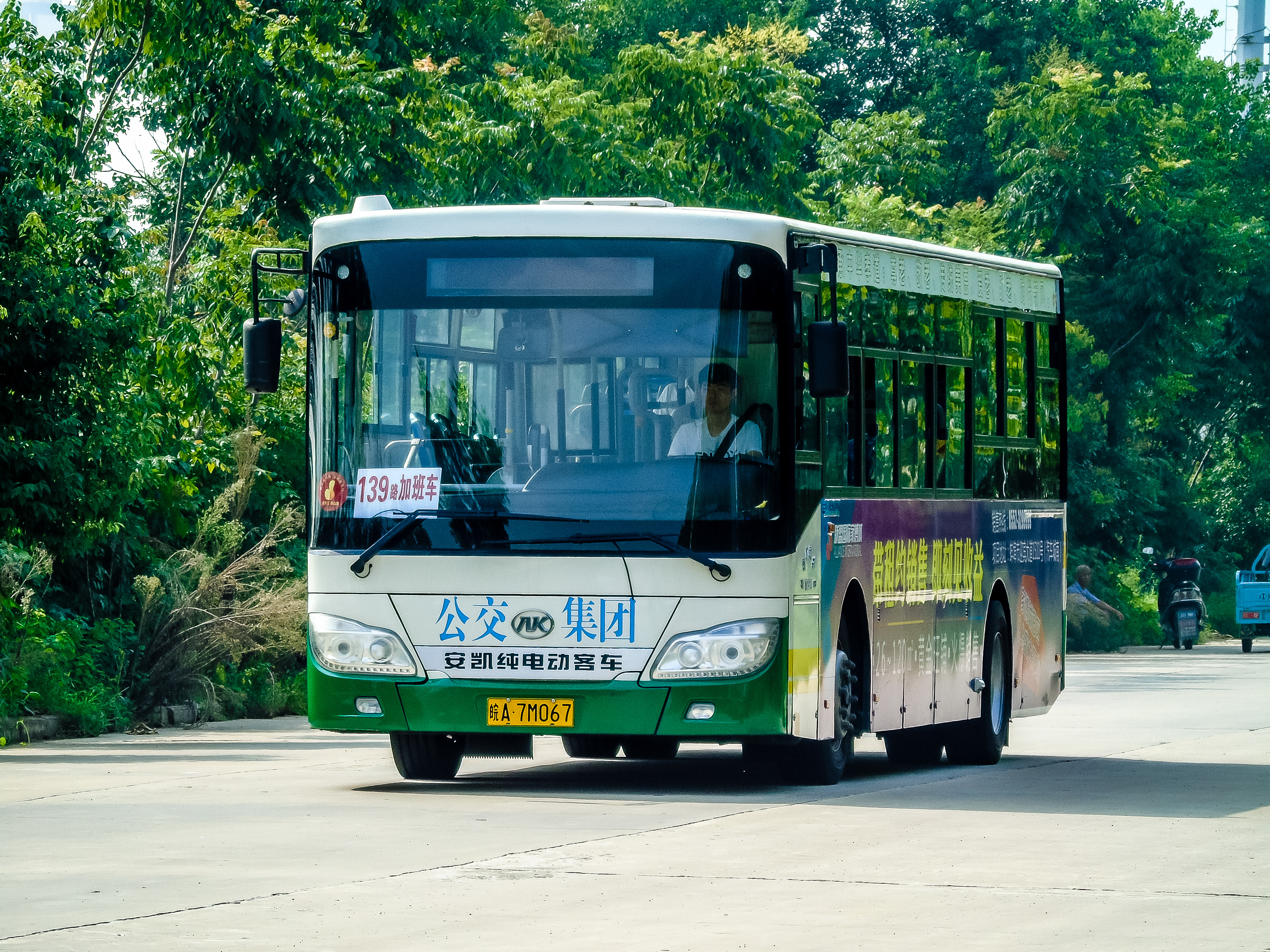
139路驶入禹会区工业园站
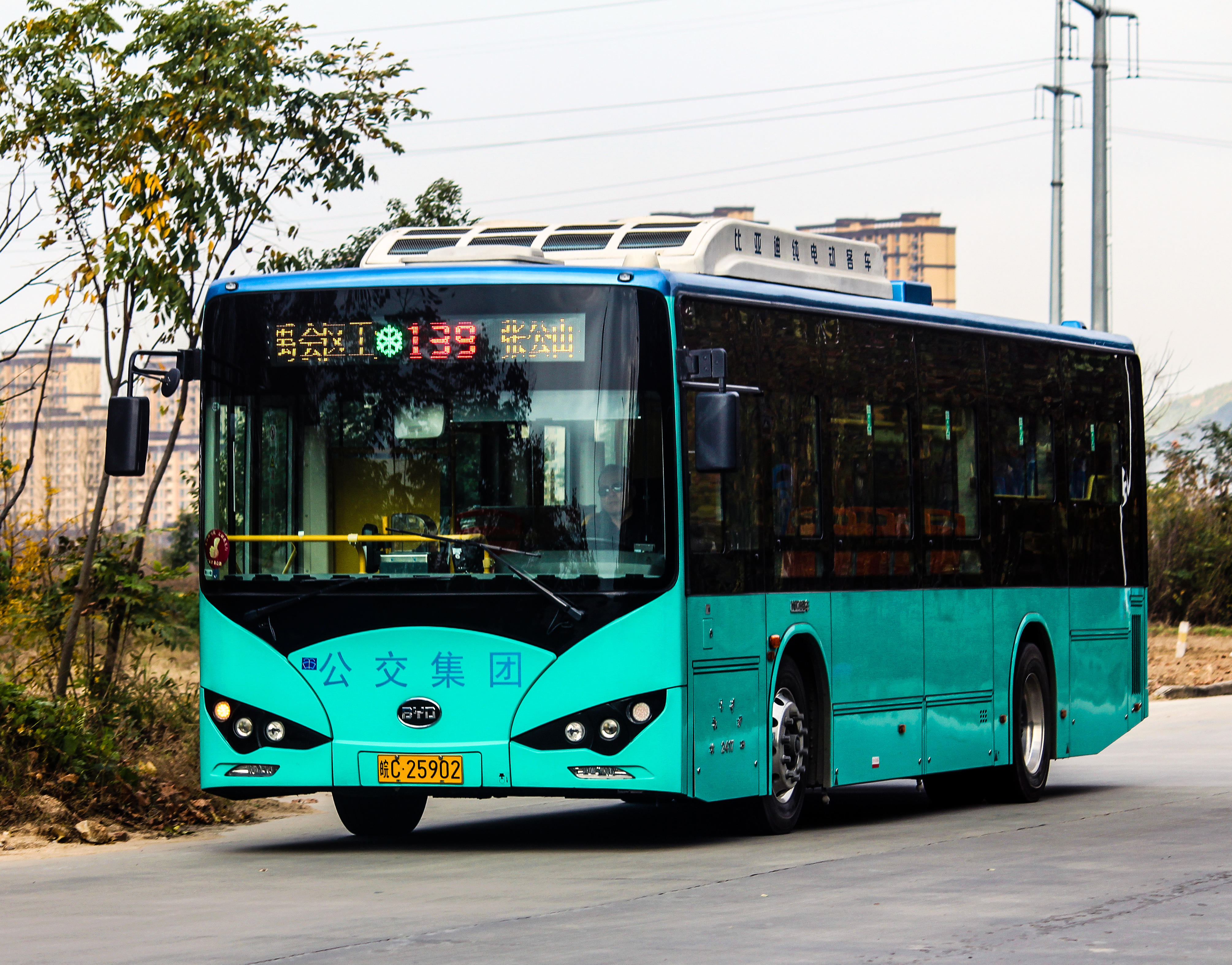
139路使用的比亚迪K8型纯电动客车

- 2014年10月28日，为解决禹会区工业园部分企业员工出行问题，蚌埠市开通139路线。线路走向为张公山新村-吴湾路-涂山路-中粮大道-东海大道-北师大附属学校-冠宜箱包厂。线路沿途停靠张公山新村、张公山二村、吴湾路·涂山路、涂山路·吴湾路、涂山路·友谊路、涂山路·长青北路、十二中、中粮大道·长乐路、东海大道·中粮大道、六公里、北师大蚌埠附校、冠宜箱包厂。，该线路采取每日固定班次发车模式，在张公山新村站发车时间为7：00、11：00、18：00，在冠宜箱包厂发车时间为7：30、11：30、18：30。[4]
- 2017年5月12日，蚌埠市开通139、158路两条公交线路。新开行的139路线起始点为张公山新村首末站至禹会区工业园首末站。线路开行后，将有助于解决十二中以西、大柏地、六公里、老贯徐、北师大附校、新财大商学院等地市民公交出行需求，逐步消除西片部分公交盲区。[5]
- 2017年5月14日，由于公交站台未完工，蚌埠公交139、158路暂缓开通。[6][7]
- 2017年8月20日，为填补北师大附属学校、财大商学院、老贯徐、六公里、禹王世家小区及高新区鼎元学府、和顺新里程、黄山府邸等公交空白，方便市民出行，公交集团开行张公山新村至禹会区工业园的139公交线路，140线路同日由小黄山延伸至禹会区工业园。禹会区工业园至张公山新村方向：禹会区工业园首末站—新财大商学院—黄山大道—北师大附属学校—东海大道—中粮大道—长乐路—吴湾路—张公山新村。139线路首、末班发车时间为：禹会区工业园首班车时间为6：30，末班车时间为18：30；张公山新村首班车时间为7：00，末班车时间为19：00。[8][9][10][11]
- 2017年10月30日，蚌埠公交139路,156路投入115路更换的比亚迪K8型纯电动公交车。

## 站点

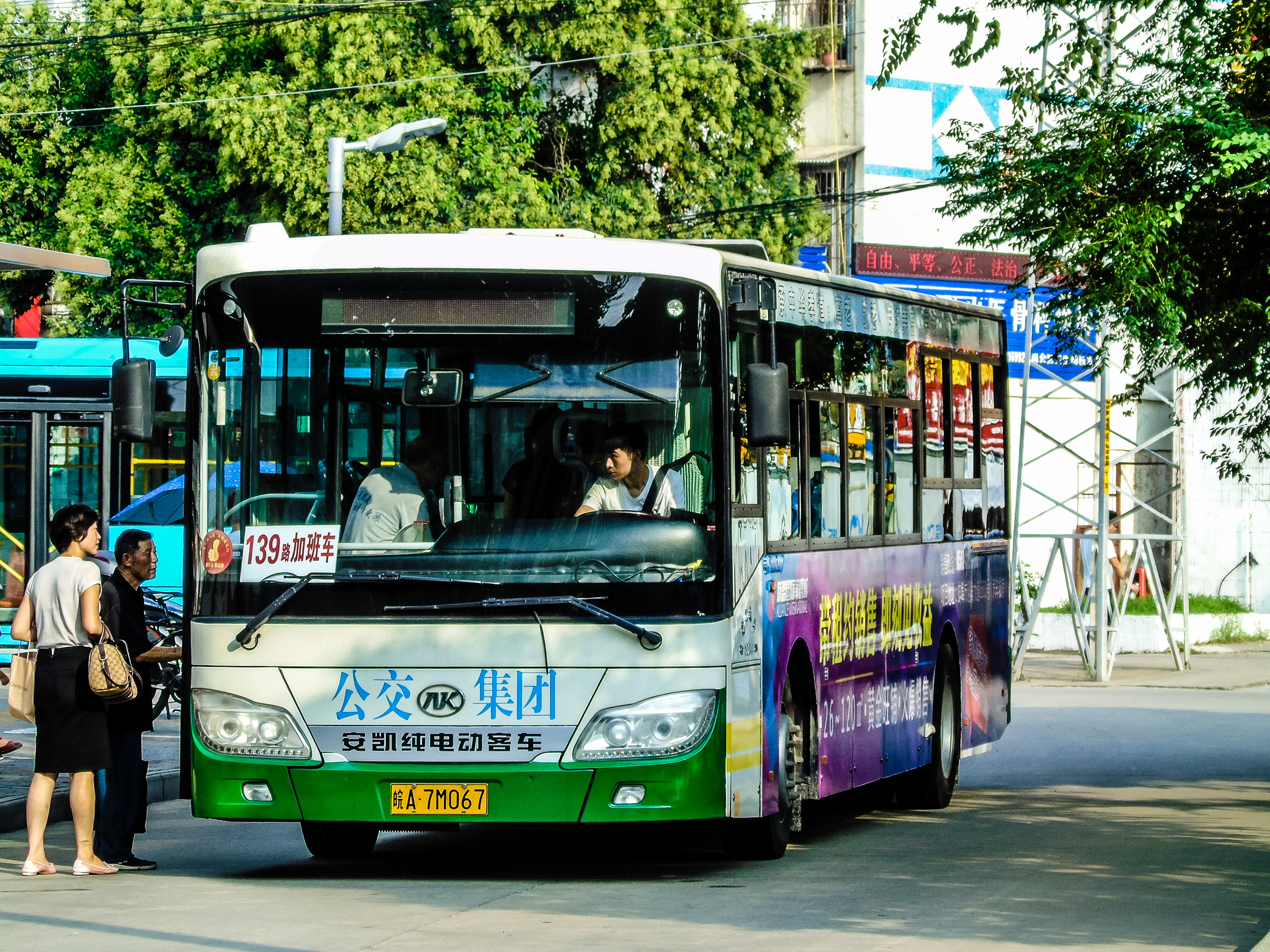
蚌埠公交139路停靠在张公山新村

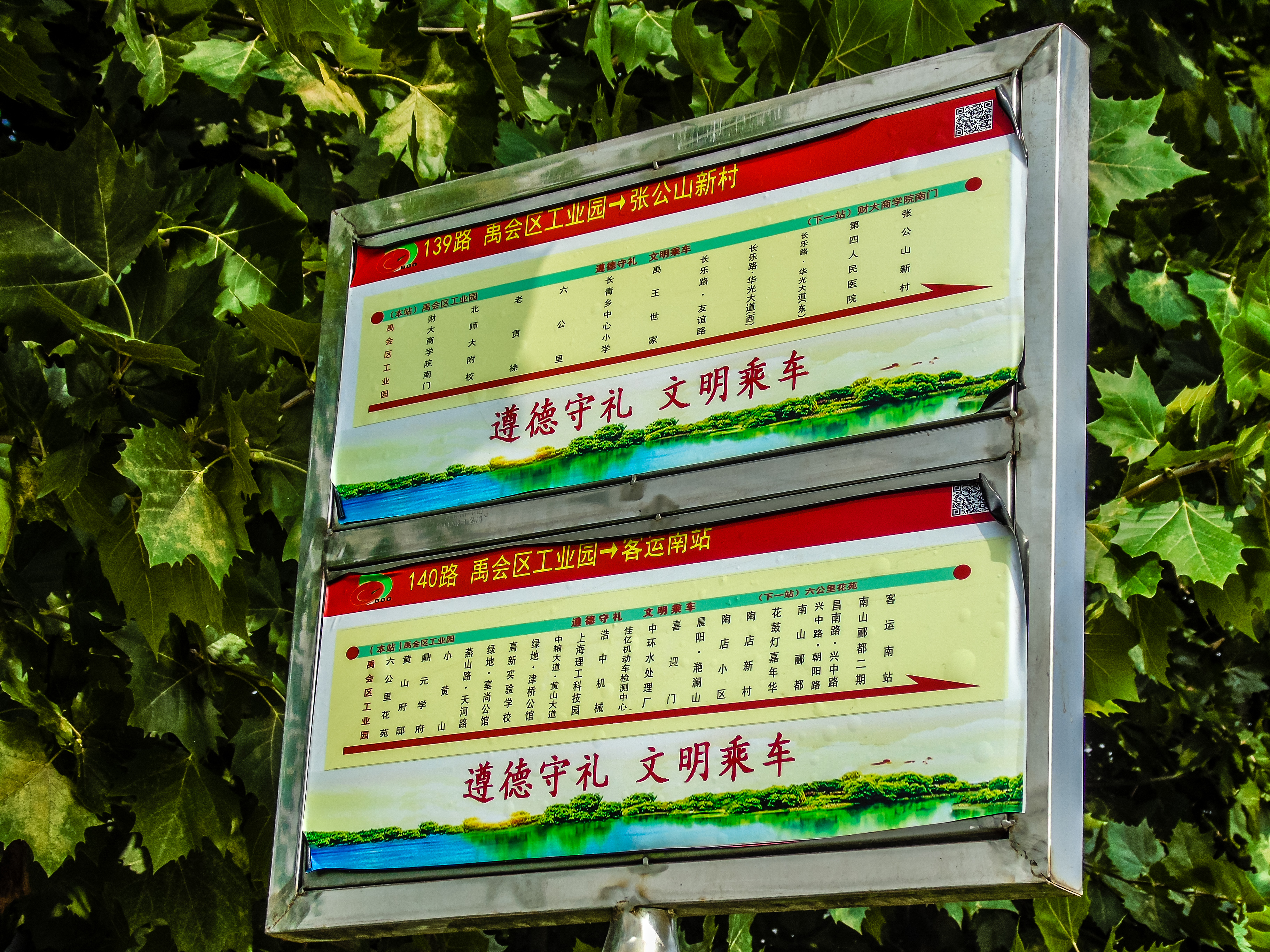
蚌埠公交139路、140路站点及发车时间

### 途经站
- 往禹会区工业园 ： 张公山新村 - 第四人民医院 - 长乐路·华光大道（东） - 长乐路·华光大道（西） - 长乐路·友谊路 - 禹王世家 - 长青乡中心小学 - 六公里 - 老贯徐 - 北师大附校 - 财大商学院南门 - 禹会区工业园
- 往张公山新村 ： 禹会区工业园 - 财大商学院南门 - 北师大附校 - 老贯徐 - 六公里 - 长青乡中心小学 - 禹王世家 - 长乐路·友谊路 - 长乐路·华光大道（西） - 长乐路·华光大道（东） - 第四人民医院 - 张公山新村[12]

### 换乘站
以下内容均统计自：蚌埠市公共交通集团有限公司营运线路一览表
- 张公山新村 ： 104路 111路 116路 122路 133路 156路 中科电力专线
- 第四人民医院 ： 104路 111路 122路 209路
- 长乐路·华光大道（东） ： 111路
- 长乐路·华光大道（西） ： 123路 133路
- 长乐路·友谊路 ： 123路
- 禹会区工业园 ： 140路

## 票价
- 未持卡乘客普通车投币1元，空调车投币2元。
- 持普通电子钱包卡普通车0.9元/次，空调车1.8元/次。
- 持学生月票卡普通车0.18元/次，成人卡0.36元/次，空调车加1元。
- 持老人卡、拥军卡、爱心卡的乘客免费乘车。[13]

## 资料来源
1. ↑  .   [2017-08-20]. （原始内容存档于2017-08-02）.
2. ↑  .   [2017-08-20]. （原始内容存档于2017-08-01）.
3. ↑  .   [2017-08-20]. （原始内容存档于2017-08-07）.
4. ↑  .   [2017-08-20]. （原始内容存档于2017-08-14）.
5. ↑  .   [2017-08-20]. （原始内容存档于2019-07-22）.
6. ↑  .   [2017-08-20]. （原始内容存档于2019-07-24）.
7. ↑  .   [2017-08-20]. （原始内容存档于2017-11-16）.
8. ↑  .   [2017-08-20]. （原始内容存档于2019-07-24）.
9. ↑  .   [2017-08-20]. （原始内容存档于2018-06-25）.
10. ↑  .   [2017-08-20]. （原始内容存档于2017-08-20）.
11. ↑  20日起 公交139路开行140路延伸[永久]
12. ↑  .   [2017-08-20]. （原始内容存档于2017-07-08）.
13. ↑  .   [2017-08-20]. （原始内容存档于2018-03-09）.